# Tlalnelhuayocan (kommun i Mexiko)
Tlalnelhuayocan är en kommun i Mexiko.   Den ligger i delstaten Veracruz, i den sydöstra delen av landet, 230 km öster om huvudstaden Mexico City.
Följande samhällen finns i Tlalnelhuayocan:
- Guadalupe Victoria
- San Andrés Tlanehuayocan
- Otilpan
- Rancho Viejo
- Carolino Anaya
- Naranjillos
- Potrero del Bordo
- Cañada Larga
- Colonia Ejidal
- Colonia Zamora
- Xocotla
- Úrsulo Galván
- Cuauzacatla
- El Gallo
- Los Capulines
- Tejocotal
- Tlamanca